# 12617 Angelusilesius
A 12617 Angelusilesius (ideiglenes jelöléssel 5568 P-L) a Naprendszer kisbolygóövében található aszteroida. Cornelis Johannes van Houten,  Ingrid van Houten-Groeneveld és Tom Gehrels fedezte fel 1960. október 17-én.